# بارکال
بارکال (به لاتین: Barkal) یک منطقهٔ مسکونی در بنگلادش است که در ناحیه رنگماتی هیل واقع شده‌است. بارکال ۷۶۰٫۸۸ کیلومتر مربع مساحت و ۴۷٬۵۲۳ نفر جمعیت دارد.